# Municipio de Buford (Carolina del Norte)
El municipio de Buford (en inglés: Buford Township) es un municipio ubicado en el  condado de Union en el estado estadounidense de Carolina del Norte. En el año 2010 tenía una población de 10.323 habitantes.

## Geografía
El municipio de Buford se encuentra ubicado en las coordenadas 34°53′4.54″N 80°33′2.24″O / 34.8845944, -80.5506222.